# Dino Crisis 2
Dino Crisis 2 – kontynuacja wydanej również na PlayStation gry z gatunku survival horror. Tworzeniem gry ponownie zajęło się Capcom Production Studio 4. Premiera miała miejsce 13 września 2000, ponad rok po Dino Crisis. Na konsoli PlayStation sprzedano 1,19 mln kopii gry. W 2003 na rynku pojawiła się kolejna gra z tej serii – Dino Crisis 3. Wcześniej w roku 2002 pojawił się spin-off serii Dino Stalker.

## Rozgrywka
Rozgrywka w Dino Crisis 2 różni się diametralnie od tej w Dino Crisis. Poprzedniczka rozgrywką była bliźniaczo podobna do serii Resident Evil. Druga część została zmieniona w strzelaninę. Jedynym podobieństwem do pierwszej części są statyczne kamery, Regina jako główna bohaterka i dinozaury jako przeciwnicy. Gra jest podzielona na 13 poziomów. Na końcu każdego etapu otrzymujemy punkty za każdego zabitego dinozaura, które wydajemy na nowe bronie. Im trudniejszy przeciwnik tym więcej punktów. Punkty można łączyć poprzez zabijanie seriami. Każdy kolejny zastrzelony dinozaur to dodatkowe 10% punktów. Maksymalny combos może liczyć 9 gadów.

### Extra Crisis
Po ukończeniu gry, odblokowują się dwa nowe tryby gry:
- Dino Colosseum – odblokowuje się po jednokrotnym ukończeniu gry. W tym trybie możemy sterować jedną z dwóch postaci, które są dostępne na samym początku i mają przypisany inny arsenał broni. Gra polega na zabijaniu dinozaurów na arenie, które pojawiają się na niej w pięciu grupach (10 oviratorów, 6 velociraptorów, 3 inostrancevias, 2 allozaury i 1 tyranozaur rex). Po skończonej grze podliczana jest punktacja. Za zdobyte punkty możemy dokupić 2 postacie, czołg i 7 dinozaurów. Kupionymi postaciami można także grać w drugim trybie.
- Dino Duel – ten tryb jest dostępny po dwukrotnym ukończeniu gry. Jest bijatyką podobną np. do Tekkena, z tą różnicą, że tutaj sterujemy dinozaurami jako wojownikami.